# Föderalistische Demokratische Oromo-Bewegung
Die Föderalistische Demokratische Oromo-Bewegung (oromiffaa: Warraaqsa Fedaraalistii Dimokraatawa Oromoo, bekannt unter der Abkürzung WAFIDO; amharisch የኦሮሞ ፌደራሊስት ዴሞክራቲክ ንቅናቄ englisch Oromo Federalist Democratic Movement, Abkürzung O. F. D. M oder OFDM) ist eine regionalistische und ethnisch-nationalistische Oppositionspartei in Äthiopien, welche sich zum Ziel gesetzt hat, die Interessen des Volkes der Oromo zu vertreten.
Die Partei ist eine der größten Oppositionsparteien. Der Vorsitzende der Partei ist Bulcha Demeksa. Der Fraktionsvorsitzende der Partei ist Mesfin Nemera Deriesa von der Mirab-Welega-Zone.

## Ideologie
Die Föderalistische Demokratische Oromo-Bewegung beklagt die Marginalisierung der Oromo in Äthiopien seit der Herrschaft Kaiser Menelik II. Sie bezichtigt die regierende Revolutionäre Demokratische Front der Äthiopischen Völker des Bruchs der Versprechen von 1991, in der sie den Oromo politische Partizipation und angemessene Repräsentation versprochen hat. Zugleich beschuldigt sie die regierende Volksbefreiungsfront von Tigray sie sei repressiv gegenüber der größten ethnischen Gruppe des Landes – den Oromo sowie der Nichteinhaltung der föderativen Verwaltungsgliederung in Äthiopien. Insgesamt akzeptiert die WAFIDO die Grundsätze der äthiopischen Verfassung, stellt sich gegen den Staatsinterventionismus und setzt sich für eine freie Marktwirtschaft in der Oromia-Region in Äthiopien ein – bei gleichzeitiger Respektierung der Rechte der Arbeiter. In der Außenpolitik befürwortet sie eine friedliche Nachbarschaft und Kooperation mit sämtlichen Nachbarstaaten des Landes.
Als Hauptforderungen und -ziele der WAFIDO werden genannt:
1. Das Ackerland soll den Farmern gehören, der äthiopische Staat soll den Besitz der Ländereien aufgeben und den Bauern ihre Rechte zugestehen.
2. Das föderative System soll beibehalten werden, ein äthiopischer Einheitsstaat soll niemals wieder eingeführt werden.
3. Afaan Oromo (auch Oromiffa), die als Muttersprache am meisten gesprochene Sprache in Äthiopien, soll als zweite Arbeits- und Amtssprache neben Amharisch eingeführt werden.
4. Die Direktwahl des Präsidenten soll eingeführt werden, das Wahlsystem soll die Eigenschaften eines präsidentiellen Regierungssystems besitzen.[2]

## Politische Aktivität
Bei den Parlamentswahlen am 15. Mai 2005 gewann die Föderalistische Demokratische Oromo-Bewegung 2 % der Wählerstimmen und somit 11 der 547 Sitze im Volksrepräsentantenhaus. Bei den Regionalwahlen im August 2005 hingegen gewann die Partei lediglich 10 der 537 Sitze im Regionalparlament der Oromia-Region. Parteivorsitzender Bulcha Demeksa kündigte daraufhin an, die Nachwahlen im Jahr 2008 zu boykottieren. Trotzdem gewann die WAFIDO 2008 einen Sitz der 116 Städte, die die Wahlen abhielten.
Die Partei gründete mit anderen oppositionellen Kräften (darunter die Vereinigten Äthiopischen Demokratischen Kräfte unter Beyene Petros, dem ehemaligen Präsidenten Negasso Gidada, dem ehemaligen Verteidigungsminister Siye Abraha und der ARENA-Partei) das Bündnis Medrek, auch genannt als Forum für Demokratischen Dialog.
Die WAFIDO beschuldigte im Juni 2008 die äthiopische Regierung, sie ignoriere den interethnischen Konflikt im Westen des Landes, bei dem nebenbei etwa 400 Oromo umgebracht wurden. Sie bezeichnete den Vorfall als Massaker und betrachtete die EPRDF-Regierung dabei als Mitschuldigen.
Der Generalsekretär der Föderalistischen Demokratischen Oromo-Bewegung, Bekele Jirata, wurde im November 2008 zusammen mit vierzehn weiteren ethnischen Oromo inhaftiert, da ihm Kontakte zur verbotenen Rebellenorganisation Oromo-Befreiungsfront sowie einer Miliz, den bislang unbekannten Kawerj, vorgeworfen wurden. Am 4. Februar 2009 wurde er auf Kaution freigelassen.